# Fjällgropspindel
Fjällgropspindel (Baryphyma trifrons) är en spindelart som först beskrevs av O. Pickard-Cambridge 1863.  Fjällgropspindel ingår i släktet Baryphyma och familjen täckvävarspindlar. Arten är reproducerande i Sverige. Utöver nominatformen finns också underarten B. t. affine.